# Lago Charey
Il lago Charey (pron. fr. AFI: [ʃaʁɛj]; in francese, Lac de Charey) è un lago alpino situato a monte di La Magdeleine, in Valtournenche (Valle d'Aosta).

## Descrizione
Il lago si trova a 2137 m s.l.m. in una conca ombrosa, circondata dai larici, a ridosso dell'aspro versante nordoccidentale del mont Tantané. Adagiato in una zona con colate detritiche, è soggetto a sensibili variazioni stagionali di livello.

## Accesso
Il lago è raggiungibile con una camminata priva di difficoltà, prevalentemente su carrareccia, partendo dalla quota 1900 m circa lungo la strada che unisce La Magdeleine al col de la Pilaz: la facile escursione richiede il superamento di circa 300 m di dislivello (perdite di quota comprese), nonché un'ora scarsa di cammino. La sterrata che raggiunge il lago Charey prosegue fino ai laghi di Champlong, raggiungibili con altri 30 min circa di cammino.